# Petrus Haquini
Petrus Haquini, död 1602, var en svensk kyrkoherde i Tryserum och Hannäs socknen från 1581 till sin död 1602. Han är en av undertecknarna till besluten under Uppsala kyrkomöte år 1593.

## Biografi
Haquini var en av de kyrkoherdar, komministrar och präster som undertecknade Uppsala kyrkomöte år 1593, ett möte som betecknar den lutherska reformationens slutliga stadfästande och konsolidering i Sverige. 
Han avled i en drunkningsolycka då han körde genom isen på sjön Vindommen. Detta skedde nära Öjersbro vid en udde som sedan dess kallas för Prästudden.